# تریستان لرمیت
فرانسیس لرمیت دو سولیِر (به فرانسوی: François L'Hermite du Solier) معروف به دیت تریستان لرمیت (به فرانسوی: dit Tristan L'Hermite) یا تریستان (به فرانسوی: Tristan)، شاعر، نمایش‌نامه نویس و رمان‌نویس قرن هفدهم میلادی اهل فرانسه است.